# Tamboril
Tamboril este un oraș în statul Ceará (CE) din Brazilia.